# 사이먼 킨버그
사이먼 킨버그(영어: Simon Kinberg, 1973년 8월 2일 ~ )는 미국의 영화 각본가, 영화 제작자, 영화 감독이다. 브라이언 싱어 등과 함께 엑스맨 영화 시리즈를 제작한 것으로 유명하며, 그외에 《미스터 & 미세스 스미스》(2005), 《셜록 홈즈》(2009), 《디스 민즈 워》(2012), 《엘리시움》(2013) 등의 작품 각본도 썼다. 2019년 영화 《다크 피닉스》로 감독 데뷔했다.

## 생애
사이먼 킨버그는 유대인이며, 잉글랜드 런던에서 태어났다. 킨버그 가족은 미국으로 이민을 와서 캘리포니아주 로스앤젤레스에서 살았다. 킨버그는 브라운 대학교에서 영화와 문학을 전공했으며, 컬럼비아 대학교에 다니면서 스스로 영화 각본을 써서 할리우드의 유력한 영화 감독들에게 팔았다. 영화 《미스터 & 미세스 스미스》의 각본이 바로 킨버그가 아키바 골즈먼에게 판 것이었으며, 이 각본은 킨버그의 MFA 대학원 논문이기도 했다.

## 작품 목록

### 연출
- 엑스맨: 다크 피닉스 (2019)
- 355 (2021)

### 각본
- 트리플 엑스 2: 넥스트 레벨 (2005)
- 미스터 & 미세스 스미스 (2005)
- 엑스맨: 최후의 전쟁 (2006)
- 점퍼 (2008)
- 셜록 홈즈 (2009)
- 디스 민즈 워 (2012)
- 링컨: 뱀파이어 헌터 (2012)
- 엑스맨: 데이즈 오브 퓨처 패스트 (2014)
- 채피 (2015)
- 판타스틱 4 (2015)
- 엑스맨: 아포칼립스 (2016)
- 엑스맨: 다크 피닉스 (2019)

### 텔레비전
- 스타워즈 반란군 (2014)
- 환상특급 (2019-)